# Атлантическая звезда
Атлантическая звезда (англ. Atlantic Star)— государственная военная награда Великобритании и Стран Содружества в период Второй мировой войны, присуждаемая лицам, принимавшим участие в битве за Атлантику, самой длительной военной кампании Второй мировой войны.
Этой звездой не награждали в дополнение к Французской и Германской звезде и Звездой лётных экипажей Европы, поэтому, когда из полученных медалей надевалась одна, полученная ранее других, на неё крепилась бронзовая планка.

## История
Является одной из восьми наградных звёзд периода Второй мировой войны. Первые звёзды серии — Звезда «1939—1945» и Африканская звезда были учреждены 8 июля 1943 года. Ещё одна, Арктическая звезда, и планка для лётчиков бомбардировочной авиации, были запоздало добавлены 26 февраля 2013 года, через шестьдесят семь лет после окончания войны.
Только одна из этих звезд, Звезда «1939—1945», вручалась за весь срок ведения военных действий Великобритании против Германии во Второй мировой войне с 3 сентября 1939 года до победы над Японией 2 сентября 1945 года.
Никому не могло быть присвоено более пяти (теперь шести) звёзд, и никому не могло быть присвоено более одной планки к любой звезде одной кампании. Пять из девяти (ныне десяти) планок были эквиваленты своим звездам и давались за соответствующие кампании, как и сами звезды, для ношения на ленте звезды одной кампании, которая была заработана в первую очередь. Максимальное количество звезд, которое можно было носить, было равно шести:
- Звезда «1939—1945», если же солдат уже был ею награждён, то могла вручаться планка участника в Битве за Британию, либо планка лётчика бомбардировочной авиации[6].
- Одна из следующих наград: Атлантическая звезда, Звезда «За воздушную битву над Европой»[англ.] или Французская и Германская звезда. В случае, если солдат уже был награждён одной из этих медалей, ему могла быть вручена бронзовая планка для ношения на ленте, полученной в первую очередь звезды[8][9][10].
- Арктическая звезда[англ.][5][11].
- Африканская звезда, если же солдат уже был ею награждён, то могла вручатся планка за участие в боевых действиях в Северной Африке 1942-43 годов в составе 18-й армии, либо в составе 1-й армии или 8-й армии[12].
- Одна из следующих наград: Тихоокеанская звезда или Бирманская звезда. В случае, если солдат уже был награждён одной из этих медалей, ему могла быть вручена бронзовая планка для ношения на ленте, полученной в первую очередь звезды[13][14].
- Итальянская звезда[15].

## Статут
Атлантическая звезда вручалась гражданам за службу в море не менее шести месяцев, в Атлантическом океане или внутренних водах, в период с 3 сентября 1939 года по 8 мая 1945 года. К награждению также представлялись члены экипажей, которые принимали участие в операциях против врага на море в определённых регионах, с учётом участия в боевых операциях не менее двух месяцев.
Граждане, награждённые Атлантической звездой, в дальнейшем могли претендовать на награждение Звездой 1939—1945.
Моряки торгового флота также могли претендовать на Атлантическую звезду при работе на Атлантике, во внутренних водах, Северных конвоях или в Южной Атлантике.

## Степени
Звезда вручалась в одном классе, однако предусмотрена металлическая накладка в виде геральдической розы для уже награждённых Французско-Германской звездой или Звездой лётных экипажей Европы:
 — серебряная геральдическая роза.

## Описание
Шестиконечная бронзовая звезда высотой 44 и шириной 38 миллиметров. Лучи звезды прямые, заострённые, двугранные. В центре находится круглый медальон с широкой каймой. В медальоне королевская монограмма Георга VI «GRI VI» (Georg VI Reg Imperator) коронованная королевской короной. В кайме надпись: «THE ATLANTIC STAR».
 Лента градации цветов от тёмно-синего к белому в центре и от белого к светло-зелёному.